# Asthenes moreirae
Asthenes moreirae là một loài chim trong họ Furnariidae.